# Глизе 146
Глизе 146 — звезда спектрального класса K5V, расположенная в созвездии Часов. Глизе 146 находится на расстоянии 44,4 световых года и имеет видимую звёздную величину 8,57. Глизе 146 также известена как HD 22496, HIP 16711, SAO-216392 и LHS 1563.
Скорость звезды относительно Солнца составляет 38,1 км/с, а радиус галактической орбиты звезды находится в диапазоне от 20 800 до 25 400 световых лет от центра Галактики. Это предположительно переменная звезда. Звезда принадлежит к движущейся группе Гиад. Это одна из 155 звёзд спектрального класса К в пределах 50 световых лет.
Глизе 146 — вспыхивающая звезда со средней частотой вспышек 0,23 вспышки в день.

## Планетная система
Это одна из 500 звезд, выбранных в 2009 году для обзора всего неба SCUBA-2, цель которого — поиск звёзд с осколочным диском. Однако, по состоянию на 2015 год, осколочный диск у звезды так и не был обнаружен.
В 2021 году с помощью метода доплеровской спектроскопии была обнаружена планета HD 22496b, классифицированная как субнептун.